# Hillary Lindsey

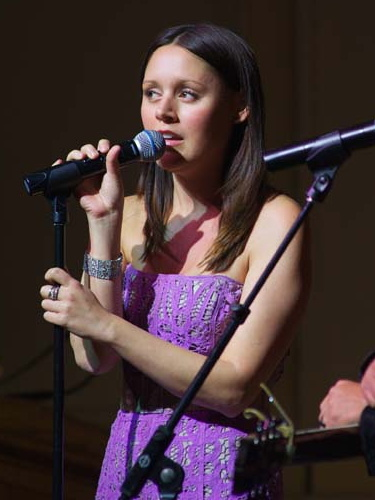
Hillary Lindsey bei einem Auftritt beim ASCAP-Konzert 2011

Hillary Lee Lindsey (* 1976 in Washington, Georgia) ist eine US-amerikanische Sängerin und Liedermacherin.
Sie wurde in Washington, Georgia, geboren. Sie hat Lieder mit oder für verschiedene Künstler geschrieben, darunter Michelle Branch, Faith Hill, Martina McBride, Shakira, Lady Antebellum, Gary Allan, Sara Evans, Carrie Underwood, Kellie Pickler, Bon Jovi, Taylor Swift, Lady Gaga, Tim McGraw und Luke Bryan. 2006 und 2016 gewann Lindsey jeweils einen Grammy Award für den besten Country-Song für Carrie Underwoods Jesus, Take the Wheel und für Little Big Towns Girl Crush. 2011 erhielt Lindsey eine Oscar-Nominierung für Coming Home, aufgenommen von Gwyneth Paltrow für den Soundtrack von Country Strong, in der Kategorie Bester Originalsong. Im selben Jahr erhielt Coming Home auch eine Golden Globe-Nominierung für den besten Originalsong zusammen mit There's a Place for Us, was Lindsey 2011 zu einer doppelten Nominierung macht. Seit 2018 hatte sie 20 Nummer-eins-Singles als Songschreiberin.
Für ihre Arbeit an Jesus Take the Wheel, Girl Crush und Always Remember Us This Way wurde sie dreimal für den Grammy Award für den Song des Jahres nominiert.

## Leben
1994 zog Lindsey von Washington (Georgia) nach Nashville, um sich an der Musikbetriebswirtschaftsschule der Belmont University einzuschreiben. Sie erzählte einer Mitbewohnerin, die ein Praktikum bei einer Plattenfirma machte, von ihren Plänen und die eines ihrer Tonbänder mit zur Arbeit nahm. Die Kassette wurde an den Verleger weitergegeben und Lindsey wurde bei Famous Music Publishing unter Vertrag genommen. In ihrem ersten Jahr als Songschreiberin hatte sie acht Aufnahmen.
Ihren ersten Nummer-eins-Song als Songschreiberin hatte sie 2002 mit Martina McBrides Blessed. Elf ihrer Nummer-eins-Hits als Songschreiberin sind Songs, die von Carrie Underwood gesungen wurden, darunter Jesus Take the Wheel, Wasted, So Small, Just a Dream, Last Name und Two Black Cadillacs. Dreißig Millionen Platten wurden mit ihren Kompositionen verkauft und zwei ihrer Lieder wurden in der ABC-Fernsehserie Nashville gespielt: Telescope, aufgeführt von Hayden Panettiere, und Change Your Mind, aufgeführt von Clare Bowen und Sam Palladio.

## Auszeichnungen und Nominierungen
| Jahr | Vereinigung                        | Kategorie                          | Nominierte Arbeit                                                                              | Ergebnis  |
| ---- | ---------------------------------- | ---------------------------------- | ---------------------------------------------------------------------------------------------- | --------- |
| 2006 | Academy of Country Music           | Song of the Year                   | Jesus, Take the Wheel (geteilt mit Gordie Sampson und Brett James)                             | Gewonnen  |
| 2006 | Canadian Country Music Association | SOCAN Song of the Year             | Jesus, Take the Wheel (geteilt mit Gordie Sampson und Brett James)                             | Gewonnen  |
| 2006 | Gospel Music Association           | Country Song of the Year           | Jesus, Take the Wheel (geteilt mit Gordie Sampson und Brett James)                             | Gewonnen  |
| 2007 | Grammy Awards                      | Best Country Song                  | Jesus, Take the Wheel (geteilt mit Gordie Sampson und Brett James)                             | Gewonnen  |
| 2007 | Grammy Awards                      | Song of the Year                   | Jesus, Take the Wheel (geteilt mit Gordie Sampson und Brett James)                             | Nominiert |
| 2015 | Country Music Association          | Song of the Year                   | Girl Crush (geteilt mit Liz Rose und Lori McKenna)                                             | Gewonnen  |
| 2016 | Grammy Awards                      | Song of the Year                   | Girl Crush (geteilt mit Liz Rose und Lori McKenna)                                             | Nominiert |
| 2016 | Grammy Awards                      | Best Country Song                  | Girl Crush (geteilt mit Liz Rose und Lori McKenna)                                             | Gewonnen  |
| 2016 | Academy of Country Music           | Song of the Year                   | Girl Crush (geteilt mit Liz Rose und Lori McKenna)                                             | Nominiert |
| 2017 | Grammy Awards                      | Best Country Song                  | Blue Ain’t Your Color (geteilt mit Steven Lee Olsen und Clint Lagerberg)                       | Nominiert |
| 2017 | Academy of Country Music           | Song of the Year                   | Blue Ain’t Your Color                                                                          | Nominiert |
| 2017 | Academy of Country Music           | Songwriter of the Year             |                                                                                                | Nominiert |
| 2018 | Academy of Country Music           | Songwriter of the Year             |                                                                                                | Nominiert |
| 2020 | Grammy Awards                      | Song of the Year                   | Always Remember Us This Way (geteilt mit Lady Gaga, Natalie Hemby und Lori McKenna)            | Nominiert |
| 2020 | Grammy Awards                      | Best Country Song                  | It All Comes Out in the Wash (geteilt mit Miranda Lambert, Lori McKenna und Liz Rose)          | Nominiert |
| 2020 | Grammy Awards                      | Best Song Written for Visual Media | I’ll Never Love Again (Film Version) (geteilt mit Lady Gaga, Natalie Hemby und Aaron Raitiere) | Gewonnen  |

## Billboard Hot Country Chart Nummer-Eins-Songs
| Song                             | Künstler                                       | Jahr           |
| -------------------------------- | ---------------------------------------------- | -------------- |
| „Blessed“                        | Martina McBride                                | März 2002      |
| „This One's For The Girls“       | Martina McBride                                | Juli 2004      |
| „Jesus Take The Wheel“           | Carrie Underwood                               | Januar 2006    |
| „Wasted“                         | Carrie Underwood                               | April 2007     |
| „So Small“                       | Carrie Underwood                               | Dezember 2007  |
| „Last Name“                      | Carrie Underwood                               | Juni 2008      |
| „Just A Dream“                   | Carrie Underwood                               | November 2008  |
| „American Honey“                 | Lady Antebellum                                | April 2010     |
| „A Little Bit Stronger“          | Sara Evans                                     | Mai 2011       |
| „Every Storm (Runs Out Of Rain)“ | Gary Allan                                     | Februar 2013   |
| „Two Black Cadillacs“            | Carrie Underwood                               | März 2013      |
| „See You Again“                  | Carrie Underwood                               | September 2013 |
| „Shotgun Rider“                  | Tim McGraw                                     | Dezember 2014  |
| „Little Toy Guns“                | Carrie Underwood                               | Juni 2015      |
| „Smoke Break“                    | Carrie Underwood                               | November 2015  |
| „Church Bells“                   | Carrie Underwood                               | Juni 2016      |
| „Blue Ain't Your Color“          | Keith Urban                                    | Januar 2017    |
| „Dirty Laundry“                  | Carrie Underwood                               | Januar 2017    |
| „God, Your Mama, and Me“         | Florida Georgia Line featuring Backstreet Boys | Juni 2017      |
| „Legends“                        | Kelsea Ballerini                               | Februar 2018   |
| „Knockin' Boots“                 | Luke Bryan                                     | September 2019 |

## Liste der von Lindsey mitgeschriebenen Lieder
| Künstler             | Title                                                     |
| -------------------- | --------------------------------------------------------- |
| Lauren Alaina        | „Tupelo“                                                  |
| Lauren Alaina        | „Wildflower“                                              |
| Jason Aldean         | „Grown Woman“ (Duett mit Miranda Lambert)                 |
| Jason Aldean         | „Tryin' to Love Me“                                       |
| Jason Aldean         | „Wheels Rollin‘“                                          |
| Gary Allan           | „Every Storm (Runs Out of Rain)“                          |
| Kelsea Ballerini     | „End of the World“                                        |
| Kelsea Ballerini     | „Legends“                                                 |
| Kelsea Ballerini     | „Unapologetically“                                        |
| Dierks Bentley       | „Bourbon in Kentucky“                                     |
| Dierks Bentley       | „Can't Be Replaced“                                       |
| BoA                  | „Obsessed“                                                |
| Bon Jovi             | „Seat Next to You“                                        |
| Michelle Branch      | „Crazy Ride“                                              |
| Michelle Branch      | „I Want Tears“                                            |
| Michelle Branch      | „I'm Not That Strong“                                     |
| Michelle Branch      | „Long Goodbye“                                            |
| Michelle Branch      | „Sooner or Later“                                         |
| Michelle Branch      | „Summertime“                                              |
| Michelle Branch      | „Through the Radio“                                       |
| Chris Brewer         | „Help Me Out of the Sewer“                                |
| Lee Brice            | „Somebody's Been Drinking“                                |
| Catherine Britt      | „Dirt Cheap“                                              |
| Shannon Brown        | „I Won't Lie“                                             |
| Luke Bryan           | „Knockin' Boots“                                          |
| Luke Bryan           | „To the Moon and Back“                                    |
| Luke Bryan           | „What She Wants Tonight“                                  |
| Caitlin & Will       | „Address in the Stars“                                    |
| Carter's Chord       | „Young Love“                                              |
| Terri Clark          | „Three Mississippi“                                       |
| Miley Cyrus          | „My Heart Beats for Love“                                 |
| Miley Cyrus          | „When I Look at You“                                      |
| Ilse DeLange         | „I'm Not So Tough“                                        |
| Marié Digby          | „Breathing Underwater“                                    |
| Edens Edge           | „Feels So Real“                                           |
| Edens Edge           | „Too Good to Be True“                                     |
| Emerson Drive        | „That Kind of Beautiful“                                  |
| Sara Evans           | „All the Love You Left Me“                                |
| Sara Evans           | „As If“                                                   |
| Sara Evans           | „Backseat of a Greyhound Bus“                             |
| Sara Evans           | „Big Cry“                                                 |
| Sara Evans           | „Diving in Deep“                                          |
| Sara Evans           | „Four Thirty“                                             |
| Sara Evans           | „A Little Bit Stronger“                                   |
| Sara Evans           | „Otis Redding“                                            |
| Sara Evans           | „Some Things Never Change“                                |
| Florida Georgia Line | "God, Your Mama, and Me” (featuring Backstreet Boys)      |
| Gloriana             | „Sunset Lovin“                                            |
| Halestorm            | „Unapologetic“                                            |
| Jessica Harp         | „Good Enough for Me“                                      |
| Faith Hill           | „Stronger“                                                |
| Faith Hill           | „This Is Me“                                              |
| Enrique Iglesias     | „Only a Woman“                                            |
| Carolyn Dawn Johnson | „Simple Life“                                             |
| Wynonna Judd         | „(No One's Gonna) Break Me Down“                          |
| Lady Antebellum      | „American Honey“                                          |
| Lady Antebellum      | „Cold as Stone“                                           |
| Lady Antebellum      | „Get To Me“                                               |
| Lady Antebellum      | „Long Teenage Goodbye“                                    |
| Lady Antebellum      | „Mansion“                                                 |
| Lady Antebellum      | „Nothin' Like the First Time“                             |
| Lady Antebellum      | „You Look Good“                                           |
| Lady Gaga            | „Always Remember Us This Way“ (A Star Is Born Soundtrack) |
| Lady Gaga            | „A-Yo“                                                    |
| Lady Gaga            | „Grigio Girls“                                            |
| Lady Gaga            | „I’ll Never Love Again“ (A Star Is Born Soundtrack)       |
| Lady Gaga            | „Million Reasons“                                         |
| Miranda Lambert      | „Fire Escape“                                             |
| Miranda Lambert      | „It All Comes Out in the Wash“                            |
| Miranda Lambert      | „Track Record“                                            |
| Miranda Lambert      | „Way Too Pretty for Prison“ (mit Maren Morris)            |
| Aaron Lines          | „Waitin' on the Wonderful“                                |
| Ashliegh Lisset      | „Kill the Headlights“                                     |
| Little Big Town      | „Beat Up Bible“                                           |
| Little Big Town      | „Don't Die Young, Don't Get Old“                          |
| Little Big Town      | „Girl Crush“                                              |
| Little Big Town      | „Kiss Goodbye“                                            |
| Little Big Town      | „Lost in California“                                      |
| Little Big Town      | „Over Drinking“                                           |
| Little Big Town      | „Pain Killer“                                             |
| Little Big Town      | „Save Your Sin“                                           |
| Little Big Town      | „Shut Up Train“                                           |
| Little Big Town      | „Sober“                                                   |
| Little Big Town      | „Throw Your Love Away“                                    |
| Little Big Town      | „Tumble and Fall“                                         |
| Little Big Town      | „When Someone Stops Loving You“                           |
| Lindsay Lohan        | „Very Last Moment In Time“                                |
| Martina McBride      | „Always Be This Way“                                      |
| Martina McBride      | „Blessed“                                                 |
| Martina McBride      | „Cry Cry ('Til The Sun Shines)“                           |
| Martina McBride      | „Everybody Wants to Be Loved“                             |
| Martina McBride      | „From The Ashes“                                          |
| Martina McBride      | „If I Had Your Name“                                      |
| Martina McBride      | „So Magical“                                              |
| Martina McBride      | „Summer Of Love“                                          |
| Martina McBride      | „That's The Thing About Love“                             |
| Martina McBride      | „This One's for the Girls“                                |
| Martina McBride      | „When You Love Me“                                        |
| Martina McBride      | „You're Not Leaving Me“                                   |
| Mindy McCready       | „Songs About You“                                         |
| Reba McEntire        | „The Clown“                                               |
| Tim McGraw           | „Shotgun Rider“                                           |
| Katharine McPhee     | „Say Goodbye“                                             |
| Mika                 | „Step With Me“                                            |
| Kacey Musgraves      | „Wonder Woman“                                            |
| Nashville-Besetzung  | „Change Your Mind“                                        |
| Nashville-Besetzung  | „Telescope“ (Hayden Panettiere)                           |
| Jennifer Nettles     | „His Hands“                                               |
| Heidi Newfield       | „Cry Cry ('Til the Sun Shines)“                           |
| Jamie O’Neal         | „God Don't Make Mistakes“                                 |
| Tara Oram            | „538 Stars“                                               |
| Tara Oram            | „Pretty Red Dress“                                        |
| Brad Paisley         | „Oh Love“ (Duett mit Carrie Underwood)                    |
| Gwyneth Paltrow      | „Coming Home“                                             |
| Carly Pearce         | „Closer To You“                                           |
| Carly Pearce         | „Hide the Wine“                                           |
| Carly Pearce         | „Honeysuckle“                                             |
| Carly Pearce         | „I Need a Ride Home“                                      |
| Kellie Pickler       | „Girls Like Me“                                           |
| Kellie Pickler       | „I Forgive You“                                           |
| Cassadee Pope        | „Champagne“                                               |
| Cassadee Pope        | „One Song Away“                                           |
| Rachel Proctor       | „Where I Belong“                                          |
| Rascal Flatts        | „Help Me Remember“                                        |
| Rascal Flatts        | „Unstoppable“                                             |
| Julie Roberts        | „Men and Mascara“                                         |
| Darius Rucker        | „Low Country“                                             |
| Runaway June         | „Buy My Own Drinks“                                       |
| Shakira              | „Medicine“ (featuring Blake Shelton)                      |
| Shakira              | „Spotlight“                                               |
| Crystal Shawanda     | „Try“                                                     |
| Jessica Simpson      | „Might as Well Be Making Love“                            |
| Jessica Simpson      | „Sipping on History“                                      |
| Jessica Simpson      | „Still Don't Stop Me“                                     |
| Jessica Simpson      | „When I Loved You Like That“                              |
| Jessica Simpson      | „You're My Sunday“                                        |
| Sister Hazel         | „That Kind of Beautiful“                                  |
| Mindy Smith          | „Out Loud“                                                |
| Steel Magnolia       | „Last Night Again“                                        |
| Steel Magnolia       | „Not Tonight“                                             |
| Taylor Swift         | „Fearless“                                                |
| Jamie Tate           | „Love Looks Good on You“                                  |
| Steven Tyler         | „It Ain't Easy“                                           |
| Steven Tyler         | „Somebody New“                                            |
| Steven Tyler         | „Sweet Louisiana“                                         |
| Carrie Underwood     | „Backsliding“                                             |
| Carrie Underwood     | „Chaser“                                                  |
| Carrie Underwood     | „Church Bells“                                            |
| Carrie Underwood     | „Clock Don't Stop“                                        |
| Carrie Underwood     | „Cry Pretty“                                              |
| Carrie Underwood     | „Dirty Laundry“                                           |
| Carrie Underwood     | „Do You Think About Me“                                   |
| Carrie Underwood     | „End Up with You“                                         |
| Carrie Underwood     | „Forever Changed“                                         |
| Carrie Underwood     | „Get Out of this Town“                                    |
| Carrie Underwood     | „Ghosts on the Stereo“                                    |
| Carrie Underwood     | „The Girl You Think I Am“                                 |
| Carrie Underwood     | „Good in Goodbye“                                         |
| Carrie Underwood     | „Jesus, Take the Wheel“                                   |
| Carrie Underwood     | „Just a Dream“                                            |
| Carrie Underwood     | „Keep Us Safe“                                            |
| Carrie Underwood     | „Last Name“                                               |
| Carrie Underwood     | „Leave Love Alone“                                        |
| Carrie Underwood     | „Like I'll Never Love You Again“                          |
| Carrie Underwood     | „Little Girl Don't Grow Up Too Fast“                      |
| Carrie Underwood     | „Little Toy Guns“                                         |
| Carrie Underwood     | „Low“                                                     |
| Carrie Underwood     | „Nobody Ever Told You“                                    |
| Carrie Underwood     | „Renegade Runaway“                                        |
| Carrie Underwood     | „See You Again“                                           |
| Carrie Underwood     | „Smoke Break“                                             |
| Carrie Underwood     | „So Small“                                                |
| Carrie Underwood     | „Someday When I Stop Loving You“                          |
| Carrie Underwood     | „Spinning Bottles“                                        |
| Carrie Underwood     | „Starts With Goodbye“                                     |
| Carrie Underwood     | „Thank God for Hometowns“                                 |
| Carrie Underwood     | „That Song That We Used To Make Love To“                  |
| Carrie Underwood     | „There's a Place for Us“                                  |
| Carrie Underwood     | „This Time“                                               |
| Carrie Underwood     | „Twisted“                                                 |
| Carrie Underwood     | „Two Black Cadillacs“                                     |
| Carrie Underwood     | „Unapologize“                                             |
| Carrie Underwood     | „Wasted“                                                  |
| Carrie Underwood     | „What I Never Knew I Always Wanted“                       |
| Carrie Underwood     | „Wheel of the World“                                      |
| Keith Urban          | „Blue Ain't Your Color“                                   |
| Keith Urban          | „God Made Woman“                                          |
| Keith Urban          | „This Is Me“                                              |
| Rhonda Vincent       | „I've Forgotten You“                                      |
| Holly Williams       | „Keep The Change“                                         |
| Lee Ann Womack       | „Painless“                                                |
| Lee Ann Womack       | „The Story of My Life“                                    |
| Michelle Wright      | „I've Forgotten You“                                      |
| Trisha Yearwood      | „Cowboys Are My Weakness“                                 |
| Trisha Yearwood      | „Drink Up“                                                |
| Trisha Yearwood      | „The Good Stuff“                                          |